# Sérgio Teixeira Ferreira
Sérgio Teixeira Ferreira (Rio de Janeiro, 26 de junho de 1963) é um bioquímico, pesquisador e professor universitário brasileiro.
Comendador da Ordem Nacional do Mérito Científico e membro da Academia Brasileira de Ciências, é professor do Instituto de Bioquímica Médica da UFRJ.
Sua área de pesquisa abrange bioquímica, biofísica e neurobiologia, com foco em doenças degenerativas, em particular a doença de Alzheimer.
Graduou-se em química em 1985, concluindo o mestrado em 1987 e o doutorado em 1989 em biofísica pela Universidade Federal do Rio de Janeiro (UFRJ). Fez estágio de pós-doutorado no Departamento de Física da Universidade de Illinois em Urbana-Champaign, nos Estados Unidos, em 1994. Foi coordenador do Programa de Pós-Graduação em Química Biológica (1999-2001) e chefe do Departamento de Bioquímica Médica (2001-2005) da UFRJ.